# Drivers License
Singles de Olivia Rodrigo
Deja Vu
(2021)
Drivers License (stylisé en minuscules) est une chanson de l'auteure-compositrice-interprète américaine Olivia Rodrigo sortie le 8 janvier 2021 comme son premier single. Elle l'a co-écrite avec son producteur Dan Nigro.

## Composition
Drivers License est une ballade décrite comme une chanson pop ou alt-pop. Brittany Spanos de Rolling Stone compare la production de Dan Nigro à l'album Melodrama de Lorde et les paroles de la chanson à l'album Fearless de Taylor Swift. Pour Justin Curto du site web Vulture, Drivers License est un mélange de plusieurs tendances de la musique pop des années 2010. Il compare son arrangement à celui des albums Folklore et Evermore de Taylor Swift et la prestation d'Olivia Rodrigo aux artistes Billie Eilish, Lorde et Alessia Cara.

## Clip vidéo
Le clip vidéo de Drivers License est réalisé par Matthew Dillon Cohen et produit par Daniel Yaro. Il sort le même jour que le single, le 8 janvier 2021. Il met en scène Olivia Rodrigo conduisant et chantant les paroles de la chanson. Ces passages sont entremêlés de plusieurs scènes représentant les souvenirs d'une relation passée. Il est visionné plus de deux millions de fois sur YouTube le jour de sa sortie.

## Accueil commercial
Dès sa sortie, Drivers License rencontre un énorme succès aussi bien sur YouTube avec 120 millions de vues en 1 mois que sur les plate-formes de streaming où elle devient la chanson la plus streamé en une journée de l'histoire de Spotify accumulant pas moins de 17,5 millions d'écoutes en 24h. Rodrigo interprète même son nouveau single dans le célèbre talk-show américain The Tonight Show Starring Jimmy Fallon. La chanson débute à la première place du classement Billboard Hot 100 aux Etats-Unis et atteint la première place des classements en Australie, en Irlande, en Nouvelle-Zélande, aux Pays-Bas, en Norvège et au Royaume-Uni. Rodrigo déclare dans une interview que « Cela a été la semaine la plus folle de ma vie ... Toute ma vie a changé en un instant ». Au Royaume-Uni, la chanson débute en première place du UK Singles Chart après s'être écoulée à 95 000 exemplaires durant sa première semaine d'exploitation. Elle bat le record d'écoute en streaming en une journée, hors chansons de Noël, avec près de 2.407 millions de streams dans le pays le 12 janvier 2021.

## Classements hebdomadaires
| Classement (2021)                          | Meilleure position |
| ------------------------------------------ | ------------------ |
| Allemagne (GfK Entertainment)              | 2                  |
| Argentine (Argentina Hot 100 (en))         | 54                 |
| Australie (ARIA)                           | 1                  |
| Autriche (Ö3 Austria Top 40)               | 1                  |
| Belgique (Flandre Ultratop 50 Singles)     | 1                  |
| Belgique (Flandre Ultratop 50 Airplay)     | 4                  |
| Belgique (Wallonie Ultratop 50 Singles)    | 4                  |
| Belgique (Wallonie Ultratop 50 Airplay)    | 3                  |
| Bolivie (Monitor Latino)                   | 8                  |
| Canada (Hot 100)                           | 1                  |
| Canada (AC)                                | 9                  |
| Canada (All-Format)                        | 2                  |
| Canada (CHR/Top 40)                        | 1                  |
| Canada (Digital Songs)                     | 1                  |
| Canada (Hot AC)                            | 2                  |
| Colombie (National-Report)                 | 41                 |
| Communauté des États indépendants (Tophit) | 103                |
| Corée du Sud (Gaon)                        | 128                |
| Croatie (HRT)                              | 2                  |
| Danemark (Tracklisten)                     | 1                  |
| Émirats arabes unis (Radiomonitor)         | 8                  |
| Espagne (PROMUSICAE)                       | 4                  |
| États-Unis (Hot 100)                       | 1                  |
| États-Unis (Adult Contemporary)            | 9                  |
| États-Unis (Adult Pop Songs (en))          | 1                  |
| États-Unis (Dance/Mix Show Airplay (en))   | 4                  |
| États-Unis (Digital Songs)                 | 1                  |
| États-Unis (Pop Songs)                     | 1                  |
| États-Unis (Radio Songs)                   | 1                  |
| États-Unis (Streaming Songs)               | 1                  |
| États-Unis (Rolling Stone Top 100 (en))    | 1                  |
| Europe (Euro Digital Song Sales)           | 1                  |
| Finlande (Suomen virallinen lista)         | 1                  |
| France (SNEP)                              | 2                  |
| France (SNEP Radio)                        | 21                 |
| Global 200                                 | 1                  |
| Global Excl. U.S.                          | 1                  |
| Grèce (IFPI Greece)                        | 1                  |
| Hongrie (Rádiós Top 40)                    | 10                 |
| Hongrie (Single Top 40)                    | 5                  |
| Hongrie (Stream Top 40)                    | 1                  |
| Inde (IMI (en))                            | 19                 |
| Irlande (Irish Singles Chart)              | 1                  |
| Islande (Tónlistinn)                       | 3                  |
| Israël (Media Forest)                      | 1                  |
| Italie (FIMI)                              | 8                  |
| Japon (Hot 100)                            | 94                 |
| Lettonie (LAIPA)                           | 1                  |
| Liban (The Official Lebanese Top 20)       | 4                  |
| Lituanie (AGATA)                           | 1                  |
| Macédoine (Radiomonitor)                   | 10                 |
| Malaisie (RIM (en))                        | 1                  |
| Malte (Radiomonitor)                       | 7                  |
| Mexique (Mexico Airplay)                   | 2                  |
| Mexique (Mexico Ingles Airplay (en))       | 1                  |
| Norvège (VG-lista)                         | 1                  |
| Nouvelle-Zélande (RMNZ)                    | 1                  |
| Pays-Bas (Nederlandse Top 40)              | 1                  |
| Pays-Bas (Single Top 100)                  | 1                  |
| Pologne (ZPAV)                             | 44                 |
| Porto Rico (Monitor Latino)                | 14                 |
| Portugal (AFP)                             | 1                  |
| Roumanie (Airplay 100)                     | 55                 |
| Royaume-Uni (UK Singles Chart)             | 1                  |
| Serbie (Radiomonitor)                      | 8                  |
| Singapour (RIAS (en))                      | 1                  |
| Slovaquie (IFPI Rádio)                     | 5                  |
| Slovaquie (IFPI Singles Digitál)           | 1                  |
| Suède (Sverigetopplistan)                  | 1                  |
| Suisse (Schweizer Hitparade)               | 2                  |
| Tchéquie (IFPI Singles Digitál)            | 1                  |

## Historique de sortie
| Région      | Date             | Format                       | Label      | Réf.   |
| ----------- | ---------------- | ---------------------------- | ---------- | ------ |
| Monde       | 8 janvier 2021   | - streaming - téléchargement | Geffen     | [ 84 ] |
| Italie      | 15 janvier 2021  | radio CHR (en)               | Universal  | [ 85 ] |
| Royaume-Uni | 15 janvier 2021  | radio CHR (en)               | Interscope | [ 86 ] |
| États-Unis  | 19 janvier 2021  | radio CHR (en)               | Interscope | [ 87 ] |
| Royaume-Uni | 23 janvier 2021  | radio adult contemporary     | Interscope | [ 88 ] |
| Russie      | 1er février 2021 | radio CHR                    | Universal  | [ 29 ] |
| Allemagne   | 2 avril 2021     | CD                           | Geffen     | [ 89 ] |
| Autriche    | 2 avril 2021     | CD                           | Geffen     | [ 89 ] |
| Suisse      | 2 avril 2021     | CD                           | Geffen     | [ 89 ] |